# Marc Lievens
Marc Lievens (Brugge, 16 juli 1948) is een voormalig Belgisch wielrenner die in de periode 1969 - 1978 professioneel actief was. 

## Belangrijkste Overwinningen
1973
- Omloop van het Houtland

## Voornaamste ereplaatsen
1970
- 7e GP Denain

1971
- 2e in 5e etappe Ronde van Zwitserland 1971
- 6e Kampioenschap van Zürich

## Resultaten in voornaamste wedstrijden
| Jaar | Milaan-San Remo | Gent-Wevelgem | Ronde van Vlaanderen | Amstel Gold Race | Parijs-Brussel | E3 Harelbeke |
| ---- | --------------- | ------------- | -------------------- | ---------------- | -------------- | ------------ |
| 1972 |                 | 36e           | 42e                  |                  |                |              |
| 1973 | 53e             | 23e           | 12e                  | 14e              |                |              |
| 1974 | 26e             |               |                      |                  |                | 10e          |
| 1975 | 59e             |               |                      |                  | 21e            |              |
| 1976 |                 | 22e           | 28e                  | 14e              |                |              |